# Artur Pappenheim
Artur Pappenheim (ur. 13 grudnia 1870 w Berlinie, zm. 31 grudnia 1916 tamże) – niemiecki lekarz i hematolog pochodzenia żydowskiego. Znany dzięki swoim pionierskim badaniom nad komórkami macierzystymi.

## Biografia
Początkowo studiował matematykę i filozofię, ale później skupił się na medycynie, z której to w roku 1895 otrzymał stopień naukowy doktora na Uniwersytecie Berlińskim. W wyniku tego został on asystentem  Josepha von Meringa na Uniwersytecie w Halle, po czym pracował z neurologiem Ludwigiem Lichtheimem w Królewcu. Później, był on asystentem dermatologa Paula Gersona Unna w Hamburgu oraz internisty Ernsta Viktora von Leydena w Berlinie. W roku 1912 otrzymał tytuł profesora. Zmarł 31 grudnia 1916, z powodu tyfusa plamistego.
Pappenheim był autorem kilku książek oraz licznych artykułów naukowych. Założył „Folia haematologica”, czasopismo poświęcone hematologii. Razem z Hansem Hirschfeldem przyczynił się do powstania Berliner Hämatologischen Gesellschaft (1908).
Współcześnie Deutsche Gesellschaft für Hämatologie und Onkologie (Niemieckie Stowarzyszenie Hematologii i Onkologii) wydaje nagrodę „Artur-Pappenheim-Preis” za najlepsze prace w dziedzinie hematologii czy onkologii hematologicznej.

## Związane pojęcia
- Barwienie Pappenheima: Metoda barwienia stosowana do rozróżniania prątka gruźlicy  i Mycobacterium smegmatis.

## Wybrane dzieła
- Die Bildung der roten Blutscheiben. (niem.). Brak numerów stron w książce, 1895
- Grundriss der Farbchemie zum Gebrauch bei mikroskopischen Arbeiten, 1901
- Atlas der menschlichen Blutzellen, 1905-1912
- Grundriss der haematologischen Diagnostik und praktischen Blutuntersuchung, VIII + 264 pages, 1911
- Technik der klinischen Blutuntersuchung, 1911; później przetłumaczona na język angielski i wydana jako: "Clinical Examination Of The Blood And Its Technique: A Manual For Students And Practitioners" (1914).[5]
- Über die verschiedenen lymphoiden Zellformen des normalen und pathologischen Blutes, 1911 (wspólnie z  Adolfo Ferratą 1880-1946).
- Morphologische Hämatologie. Tom 1 wydany przez Hansa Hirschfelda (1873-1944). Lipsk, W. Klinkhardt, 1919.